# Юзеф Понятовски
Ю̀зеф Анто̀ни Понято̀вски (на полски: Józef Antoni Poniatowski) е полски княз и генерал, маршал на Франция. Племенник е на полския крал Станислав Август Понятовски и е забележителен пълководец.

## Биография
Първоначално служил в австрийската армия. След 1789 г. се занимавал с организацията на полската армия, а по времето на руско-полската война от 1792 г. командвал полския корпус, действащ в Украйна. Отличил бойните си умения в битката при Зеленице — първото победоносно сражение за поляците след смъртта на крал Ян Собиески. Победата станала повод за учредяването на ордена „Virtuti Militari“. Първите наградени с него били Понятовски и Тадеуш Косцюшко.
След поражението във войната срещу Русия той емигрирал, но после се върнал в родината си. Участвал във воденото от Косцюшко националноосвободително въстание от 1794 г. След потушаването му прекарал кратко време във Варшава. Неговото имущество било конфискувано. След като отказал да се включи в руската армия, получил предписание да се махне от Полша. Тогава той емигрирал във Виена.
Цар Павел I му върнал имението, опитвайки се да го привлече на служба в руската армия. През 1798 г. живял111 за кратко в Санкт Петербург, където били погребани дедите му, докато се изяснили нещата с имуществения и наследствения му дял. Той се върнал във Варшава и се включил в пруската армия.
През 1806 г., когато пруската армия решила да остави Варшава, Понятовски приел предложението на крал Фридрих Вилхелм III да оглави градската милиция.
С идването на войската на Мюра в Полша Понятовски започнал преговори за влизането си във Великата армия на Наполеон. През 1807 г. се включил в организацията на временното правителство и станал военен министър на Великото варшавско херцогство. Бил главнокомандващ на полския корпус в руския поход на Наполеон през 1812 г.
През 1813 г. се отличил в битката при Лайпциг и получил маршалски чин. Прикривайки отстъплението на френската армия от Лайпциг, се удавил в река Елстер.
Паметна плоча на Понятовски има на паметника на Битката на народите. Във Варшава е създаден негов паметник (скулптор е Бертел Торвалдсон). Сред скулптурните изображения, украсяващи фасадата на Лувъра, има и паметник на Понятовски.